# Jan Rudolf Bys
Jan Rudolf Bys, německy Johann Rudolf Byss (11. května 1660 v Churu – 11. prosince 1738 ve Würzburgu), byl barokní malíř, autor krajin, květinových zátiší, zátiší se zvířaty, historických maleb a výmaleb několika šlechtických paláců. Narodil se ve Švýcarsku, přechodně působil především v Praze a Würzburgu. V Praze se také Bysovu umění přiučil přední český barokní portrétista Petr Brandl.

## Životopis

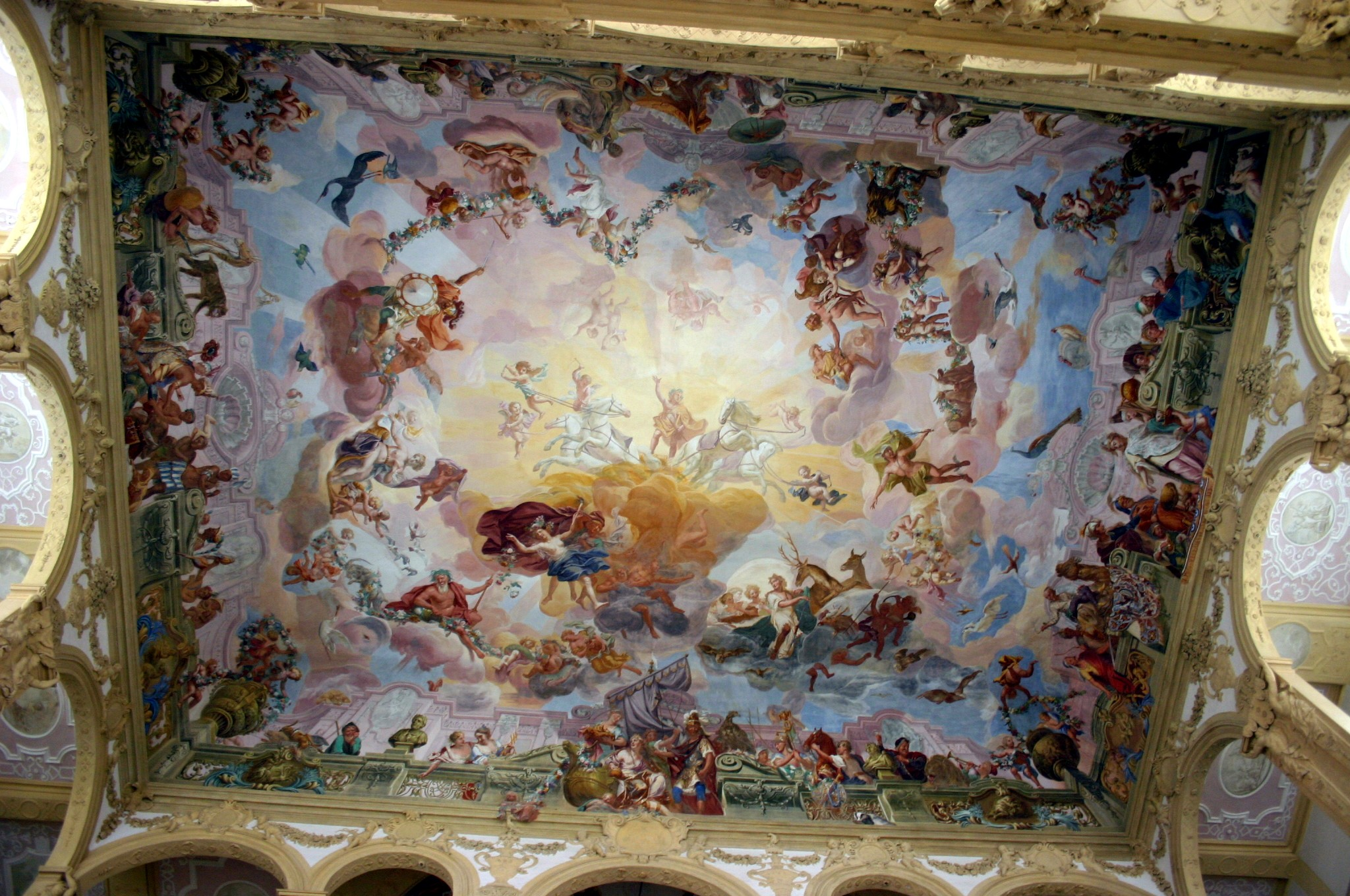
Nástěnná malba na zámku Weißenstein od J. R. Byse

Základy řemesla se mladý Jan Rudolf naučil u svého otce Franse Josepha Bysse a potom podnikl studijní cestu do Itálie, Německa, Anglie až se nakonec usadil v Praze. Počátkem 18. století se v jeho pražské dílně vyučil český malíř zátiší Jan Vojtěch Angermayer, který s ním spolupracoval i později.
Z jeho prací se dochovala fresková výzdoba hlavního sálu Paláce Straků z Nedabylic. Později pro císaře Leopolda I. maloval nástěnné a nástropní malby ve vídeňském Hofburgu. Na zakázku kurfiřta Lothara Franze von Schönborna mezi lety 1712 a 1715 pracoval v zámku Gaibach a následně pověřen dohledem nad kurfiřtskou obrazárnou v zámku Weißenstein v Pommersfeldenu. V roce 1719 byl pověřen popsáním sbírky maleb v Bamberku. Po kurfiřtově smrti se přesunul do Würzburgu, kde se mohl svěřit do péče kurfiřtova synovce.